# Kalmanov filtar
U statistici i teoriji upravljanja, Kalmanovo filtriranje, poznato i kao linearna kvadratna procjena (LKP), algoritam je koji koristi niz mjerenja promatranih tijekom vremena, koji sadrže statistički šum i druge netočnosti, a daje procjene nepoznatih varijabli koje imaju tendenciju biti točnije od onih koje se temelje samo na jednom mjerenju, procjenom zajedničke razdiobe vjerojatnosti kroz varijable za svaki vremenski okvir. Filtar je dobio ime po Rudolfu E. Kálmánu.
Kalmanov filtar ima brojne primjene u tehnologiji. Uobičajena aplikacija je za vođenje, navigaciju i kontrolu vozila, posebno zrakoplova, svemirskih letjelica i dinamički pozicioniranih brodova. Nadalje, Kalmanov filtar široko je primjenjivan koncept u analizi vremenskih serija koji se koristi u poljima kao što su obrada signala i ekonometrija. Kalmanovi filtri također su jedna od glavnih tema na polju planiranja i upravljanja robotskim kretanjem a mogu se koristiti i u optimizaciji putanja. Kalmanov filtar također se koristi za modeliranje nadzora kretanja središnjeg živčanog sustava. Zbog vremenskog kašnjenja između izdavanja motornih naredbi i primanja senzornih povratnih informacija, uporaba Kalmanovog filtra podržava realan model za izradu procjena trenutnog stanja motornog sustava i izdavanje ažuriranih naredbi.
Algoritam radi u dva koraka. U koraku predviđanja Kalmanov filtar daje procjene varijabli trenutnog stanja, zajedno s njihovim nesigurnostima. Jednom kada se dobije ishod sljedećeg mjerenja (nužno opterećen s određenom količinom pogreške, uključujući slučajni šum), te se procjene ažuriraju pomoću ponderiranog prosjeka, s tim da se procjenama daje veća težina s većom sigurnošću. Algoritam je rekurzivan. Može se pokretati u stvarnom vremenu, koristeći samo trenutna ulazna mjerenja i prethodno izračunato stanje i njegovu matricu nesigurnosti; nisu potrebne dodatne prošle informacije.
Optimalnost Kalmanova filtra pretpostavlja da pogreške slijede Gaussovu razdiobu. Po riječima Rudolfa E. Kálmana : "Ukratko, o slučajnim procesima izrađene su sljedeće pretpostavke: Fizičke slučajne pojave mogu se smatrati posljedicama primarnih slučajnih izvora koji uzbuđuju dinamičke sustave. Pretpostavlja se da su primarni izvori neovisni gausovi slučajni procesi s nultim srednjakom; dinamički sustavi bit će linearni. " Iako su poznate kovarijancije procesa i mjerenja, bez obzira na Gaussiannost, Kalmanov je filtar najbolji mogući linearni procjenitelj u smislu minimalne srednje kvadratne pogreške .
Također su razvijena proširenja i generalizacije metode, poput proširenog Kalmanova filtra i Kalmanova filtra bez mirisa koji rade na nelinearnim sustavima. Temeljni model je skriveni Markov model gdje je prostor stanja latentnih varijabli kontinuiran, a sve latentne i promatrane varijable imaju Gaussovu razdiobu. Također, Kalmanov filtar uspješno se koristi u fuziji više senzora, i distribuiranim senzorskim mrežama za razvoj distribuiranog ili konsenzusnog Kalmanovog filtra.

Filtar je dobio ime po mađarskom emigrantu Rudolfu E. Kálmánu, iako su Thorvald Nicolai Thiele i Peter Swerling ranije razvili sličan algoritam. Richard S. Bucy iz Laboratorija primijenjene fizike Johns Hopkins dao je doprinos teoriji, što je dovelo do toga da se ponekad naziva Kalman-Bucy filtrom. Stanley F. Schmidt općenito je zaslužan za razvoj prve implementacije Kalmanova filtra. Shvatio je da se filtar može podijeliti na dva različita dijela, s jednim dijelom za vremenska razdoblja između izlaza senzora, a drugim za ugrađivanje mjerenja. Tijekom posjeta Kálmána NASA-inom istraživačkom centru Ames Schmidt je vidio primjenjivost Kálmánovih ideja na nelinearni problem procjene putanje za program Apollo što je dovelo do njegove ugradnje u navigacijsko računalo Apollo. Ovaj Kalmanov filtar prvi su put opisali i djelomično razvili u tehničkim radovima Swerling (1958), Kalman (1960) i Kalman i Bucy (1961).